# 圖-22轟炸機
Tu-22是蘇聯圖波列夫設計局（後改名為圖波列夫公司）所設計的一種超音速轟炸機。除了擔任轟炸任務以外，Tu-22也擔負偵查、電子作戰與攻擊航空母艦戰鬥群等任務。

## 歷史
Tu-22最初設計的目的是要取代當時蘇聯服役中的Tu-16轟炸機，以超音速的飛行性能突破防空網和空中攔截，對歐洲的戰略目標投擲核子武器攻擊。在1950年到1953年之間，圖波列夫設計局曾經研究了多種不同任務的超音速飛機設計，包括戰術攻擊機、偵查機、中型與重型轟炸機等等。等到1954年Tu-16轟炸機進入量產之後，蘇聯官方正式將下一代超音速轟炸機的發展計畫交給該設計局來進行。
這一個設計案初期的內部編號是Samolet 103，又被稱為Yu計畫（Project Yu），這個階段的基本設計是以Tu-16為藍本，配合4具安裝在翼根處的VD-5或VD-7渦輪發動機。1954年另外一個改良設計逐漸成形，編號是Samolet 105，兩者最大的差異之一是後者將兩具渦輪發動機安裝在機尾，垂直安定面的下方兩側。機身的設計則與另外一個戰術攻擊機計畫Samolet 98類似。這個設計最後定型為Tu-22，於1958年6月進行原型機的第一次試飛。
西方第一次於1961年莫斯科航空日上見到這架飛機，北大西洋公約組織先後給予Bullshot和Beauty兩種代稱，最後則定名為Blinder。不過蘇聯的飛行員最常使用的暱稱是錐子（Shilo）。
蘇聯空軍最初的生產計畫是在1961年生產12架Tu-22B轟炸機與30架Tu-2R偵查機型，然而試飛的結果以及一些問題，最終僅有生產15架Tu-22B，這些飛機於1962年撥交訓練單位開始服役。
雖然是蘇聯第一種超音速轟炸機，在性能不如理想下，Tu-22與他的美國對手B-58轟炸機類似，生產時間和產量都不高。從1957年開始到1969年之間，一共只有生產313架各型Tu-22。

## 設計與性能

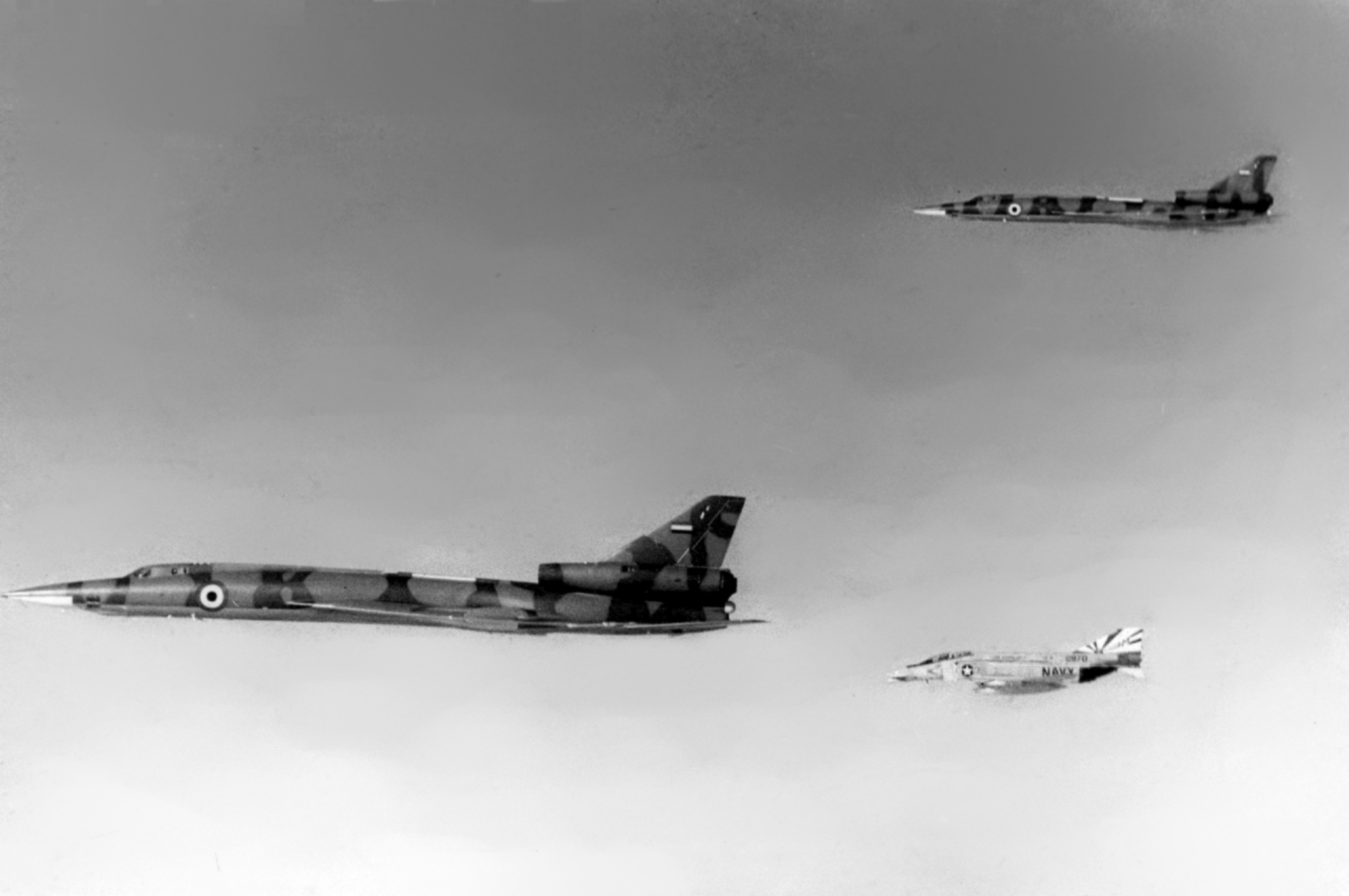
攝於1977年4月，美國海軍 F-4N戰鬥機正在地中海上空攔截兩架由蘇聯交付利比亞途中的Tu-22。

Tu-22的主翼是中低單翼，為了超音速衝刺性能的要求，後掠角為55度。水平安定面與主翼位於相同的高度。機翼靠內側的後方，在兩邊各有一個狹長的整流罩，起飛後機輪向後收藏與此。鼻輪也是向後收起於前機身。
兩具渦輪發動機位於單垂直尾翼的底部，這種安排與B-58安裝在機翼下方，或者是Tu-16位於機翼根部的設計有很大的差異。安裝在較高的位置可以避開來自地面的異物傷害，也可以減少機翼與前機身對於氣流的影響，不過在維修方面非常不方便，也會降低尾部結構的壽命。
Tu-22是蘇聯第一種可以水平超音速飛行的轟炸機，為了取得較大的作戰半徑，僅有在最後階段才會有1.5馬赫的空速衝刺，其他時間則是以次音速飛行以節省燃料。
基於高速飛行的需要，機身截面積僅量減小，三位乘員的座位是前後縱列的形態。進出飛機都需要從機身下方，先坐上各自的彈射椅，然後推送到機身內部。這三具彈射椅都是向下彈射，因此在地面和低高度的時候是無法操作，最前方的座椅是導航員，他在機身中的位置是在飛行員的前下方。中間是飛行員，最後是通訊/導航員。
Tu-22不是一架很容易控制的飛機，也不是一般飛行員偏好的機種。試飛員Alexey Nikonov曾經批評過重的飛行控制裝置：在沒有自動飛行裝置協助下，一般人能夠一天飛兩趟就很了不得了。在降落前，飛行員必須將空速保持在290公里/時（180哩/時）以上，否則飛機會突然仰頭導致失速，進而失去控制。資格較淺的飛行員則被限制不得在超過12公尺/秒的側風出現時降落。

## 服役歷史

### 前蘇聯
由於Tu-22本身設計不良，故很快就被後續機種Tu-22M取代。最後在蘇聯解體時，剩餘的Tu-22機隊分別被俄羅斯與烏克蘭接管，並在1990年代除役。

### 伊拉克
伊拉克薩達姆政權從盟友蘇聯引進了Tu-22轟炸機，但是并没有配备Kh-22导弹反艦巡航飛彈因此只能当常规炸弹载机，不过这不妨碍它身為战術轰炸机的功能，當時伊拉克和埃及是中東唯二擁有戰術轟炸機的國家，两者都有Tu-16與轟-6。轰-6也只能配C-601，但是它们仍然是战術轰炸机。在兩伊戰爭第一天，一架TU-22轰炸机炸毁了梅赫拉巴德国际机场的储油罐使得伊朗空军短时间内油料不足。後期，伊拉克與伊朗雙方对对方的城市和波斯灣的油輪與鑽油平台展開了無差別飛彈攻擊，在“袭城战”中，伊的图-22和飞毛腿导弹大量轰炸平民，伊朗也用飞毛腿报复，伊空军特喜用TU-22的FAB-9000炸弹进行高空甩投来实现小程度的防区外打击，以至于该炸弹供不应求而开启了国内生产，称为纳赛尔-9.。伊拉克使用了射程不超过200公里的海鷹反艦飛彈、C-601反艦飛彈（從Tu-16與轟-6發射）、飛魚飛彈（從幻象F1、超級軍旗攻擊機發射）以及带常规炸弹的TU-22投入對波灣油輪船隊的猛烈攻擊。
伊朗称1980年十月射下三架TU-22,一架是6日在德黑兰射下29日在纳杰法巴德由F-14的AIM-54导弹射下一架另一架在库姆打下.
最後伊軍Tu-22、Tu-16與轟-6在波斯灣戰爭中全數被摧毀，仅剩一架轰-6进入了21世纪。

### 利比亞
利比亞政權同樣從蘇聯引入了图-22，並投入1978~1987年與乍得的邊境衝突，但鎩羽而歸。最後因為缺乏保修與零件支援，利比亚空軍所有的图-22宣告報廢。

## 外部連結
- Tu-22 （页面存档备份，存于）
- Tu-22 BLINDER (TUPOLEV)（页面存档备份，存于）
- Tu-22（页面存档备份，存于）